# Csorba-tó
A Csorba-tó (szlovákul: Štrbské pleso, németül: Tschirmer See / Zirbener See, lengyelül: Szczyrbske Jezioro) a második legnagyobb tó a Tátra déli oldalán, a Szoliszkó-gerinc délkeleti vége alatti teraszon, a Furkota- és a Malompataki-völgy torkolata között, nem messze a Menguszfalvi-völgy torkolatától, 1346 m tengerszint feletti magasságban.
A tó mellett van a Csorbató nevű klimatikus gyógyhely (település). A település a Tátra körút nyugati, a Fiatalság útja keleti végén és a Tátrai villamosvasút és a Csorbáról (szlovákul: Štrba) közlekedő fogaskerekű végállomásánál fekszik. Nevét az alatta fekvő Csorba faluról kapta, amelynek határában fekszik. 1930-ban Miroslav Slavík javasolta, hogy nevezzék át Slovenské plesónak, azaz Szlovák-tónak, de javaslata nem talált visszhangra.

## Képek
|  |  |